# Tytthoscincus sibuensis
Espèce
Synonymes
- Sphenomorphus sibuensis Grismer, 2006

Tytthoscincus sibuensis est une espèce de sauriens de la famille des Scincidae.

## Répartition
Cette espèce est endémique de l'île de Sibu dans l’État de Johor en Malaisie péninsulaire.

## Étymologie
Son nom d'espèce, composé de sibu et du suffixe latin -ensis, « qui vit dans, qui habite », lui a été donné en référence au lieu de sa découverte, l'île de Sibu.

## Publication originale
- Grismer, 2006 : Two new species of skinks (Genus Sphenomorphus Fitzinger 1843) from the Seribuat Archipelago, West Malaysia. Herpetological Natural History, vol. 9, no 2, p. 151-162.